# David Odell
David Bingham Odell (Merced, 12 febbraio 1943) è uno sceneggiatore statunitense, meglio noto per il film Dark Crystal (1981).

## Biografia
Figlio di un agente assicurativo e di una casalinga, è, da parte di padre, il bisnipote di Benjamin Barker Odell, Governatore di New York dal 1901 al 1904. Si è laureato nel 1967 all'Università di Harvard.
Ha esordito sceneggiando i primi film di John G. Avildsen. Ha vinto un Emmy per la quarta e quinta stagione del Muppet Show di Jim Henson, di cui ha sceneggiato anche Dark Crystal (1981). Negli anni ottanta ha sceneggiato i film Supergirl - La ragazza d'acciaio e I dominatori dell'universo, cimentandosi nella regia una sola volta, col film Balle spaziali 2 - La vendetta.
Si è sposato nel 1972 con Annette Duffy, con la quale ha scritto negli anni duemila il sequel mai realizzato di Dark Crystal poi diventato nel 2017 la serie a fumetti The Power of the Dark Crystal.

## Filmografia

### Cinema
- Il PornOcchio (Cry Uncle), regia di John G. Avildsen (1971)
- Inaugural Ball, episodio di Fore Play, regia di John G. Avildsen (1975)
- Dark Crystal (The Dark Crystal), regia di Jim Henson e Frank Oz (1981)
- Savage Islands, regia di Ferdinand Fairfax (1983)
- Supergirl - La ragazza d'acciaio (Supergirl), regia di Jeannot Szwarc (1984)
- I dominatori dell'universo (Masters of the Universe), regia di Gary Goddard (1986)

### Televisione
- Muppet Show (The Muppet Show) – serie TV, 48 episodi (1979-1981)
- Un salto nel buio (Tales from the Darkside) – serie TV, episodio 4x05 (1987)
- Monsters – serie TV, episodi 1x10-2x14-3x04 (1989-1990)

### Regista

#### Cinema
- Balle spaziali 2 - La vendetta (Martians Go Home) (1990)

#### Televisione
- Un salto nel buio (Tales from the Darkside) – serie TV, episodi 4x05-4x07 (1987)

## Riconoscimenti
- Primetime Emmy Awards
  - 1980 - Candidatura alla miglior sceneggiatura di un programma di varietà, musicale o commedia per l'episodio con Carol Burnett del Muppet Show
  - 1981 - Miglior sceneggiatura di un programma di varietà, musicale o commedia per l'episodio con Alan Arkin del Muppet Show
- Premio Hugo
  - 1983 - Candidatura alla miglior rappresentazione drammatica, forma lunga per Dark Crystal